# Corpus Reformatorum

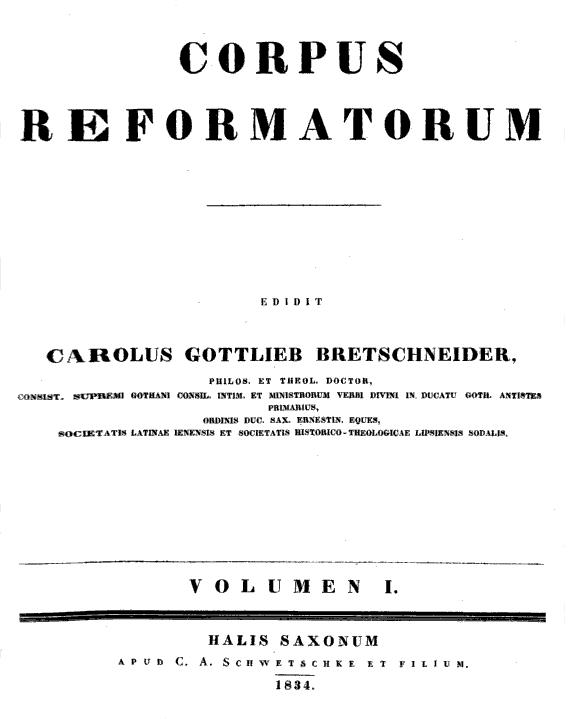
Corpus Reformatorum: Titelblatt von Bd. 1

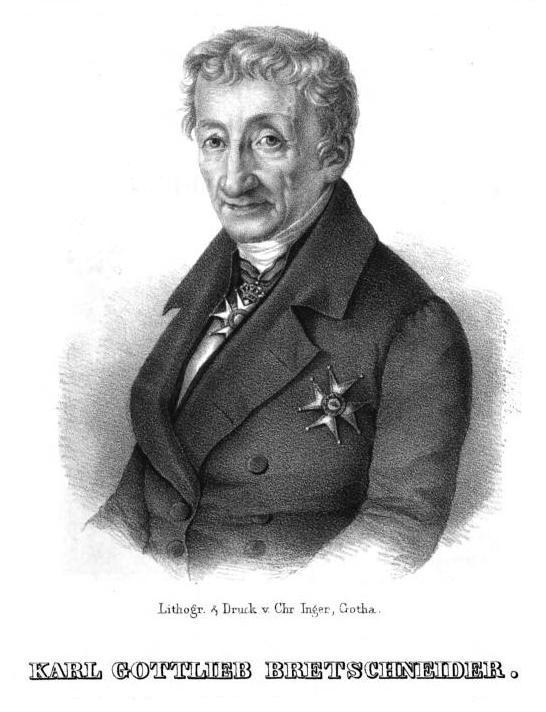
Karl Gottlieb Bretschneider, Gründer und erster Herausgeber des Corpus Reformatorum.

Corpus Reformatorum (Corp. Ref., Cor. Ref., C.R., CR) (dt. Sammlung der Reformatoren, Halle (Saale), 1834 ff.) ist der Reihentitel einer bedeutenden Sammlung von Schriften protestantischer Reformatoren des 16. Jahrhunderts. Die Reihe mit einem Gesamtumfang von 101 Bänden enthält Neudrucke der gesammelten Werke von Johannes Calvin, Philipp Melanchthon und Ulrich Zwingli, drei der führenden protestantischen Reformatoren. Die Texte des CR sind in Latein, Französisch oder Deutsch abgedruckt.
Eine Sammlung katholischer Schriften des 16. Jahrhunderts, gedacht als Gegenstück zum CR,
wurde durch Professor Joseph Greving (1868–1919) von der Universität Bonn begonnen. Das Projekt wurde 1915 in der Zeitschrift Theologische Revue als Plan eines Corpus Catholicorum vorgestellt.

## Geschichte
Das Projekt Corpus Reformatorum befand sich – ausgehend von der Initiative des deutschen Wissenschaftlers und Theologen Karl Gottlieb Bretschneider – seit kurz nach 1827 in Planung.  Von 1834 bis zu seinem Tod 1848 war Bretschneider auch der verantwortliche Herausgeber.

## Liste der Herausgeber
- Karl Gottlieb Bretschneider (1776–1848)
- Heinrich Ernst Bindseil (1803–1876)
- Eduard Reuss (1804–1891)
- August Eduard Cunitz (1812–1886)
- Johann Wilhelm Baum (1809–1878)
- Emil Egli (1848–1908)
- Georg Finsler (1860–1920)
- Walther Köhler (1870–1946)

## Das Corpus Reformatorum online
Eine Anzahl von Bänden ist bisher bei Google Books online gestellt worden. Nicht alle Bände sind verfügbar. Eine Reihe der digitalisierten Bände sind nicht mehr im Volltext aufrufbar.

### Serie I: Philipp Melanchthon,Opera Quae Supersunt Omnia– Bände 1–28
Bände 1–15 Hrsg. Karl Gottlieb Bretschneider. Bände 16–28 Hrsg. Heinrich Ernst Bindseil.

### Serie II: Johannes Calvin,Opera Quae Supersunt Omnia– Bände 29–87
Hrsg. Guilielmus Baum, Eduardus Cunitz, Eduardus Reuss.
- Opp. = Opera Quae Supersunt Omnia.

### Serie III: Huldreich Zwingli,Sämtliche Werke– Bände 88–101
- CR 88; Werke 1 – 1904
- CR 89; Werke 2 – 1907

Das Institut für Schweizerische Reformationsgeschichte der Universität Zürich stellt folgende Volltexte zur Verfügung:
- CR 88–93.5 (Werke)
- CR 94–96 (Briefe)